# Рупия Португальской Индии
Рупия Португальской Индии (порт. Rupia da Índia Portuguesa) — денежная единица Португальской Индии c XVI века по 1958 год.

## История
На территории португальских владений в Индии в разное время существовало несколько монетных дворов, чеканивших с середины XVI века монеты различных номиналов. В 1515 году начата чеканка «базарукко» из сплава меди и олова для Гоа и Диу. В 1521 году начата чеканка имитаций монет султаната Биджапур. В 1570 году начата чеканка серебряных «пардао» (1/2 рупии).
Далее чеканились:
- в XVII веке: серебряные шерафины, танга и патаки, медные и оловянные базаруко[1];
- в XVIII веке: золотые и серебряные шерафины, серебряные пардао и рупии, серебряные и медные танга, медные и оловянные реалы и базаруко, медные атиа[2];
- в XIX веке: золотые шерафины, серебряные рупии и пардао, серебряные и медные реалы и танга, оловянные базаруко[3].

В 1869 году был закрыт монетный двор в Гоа — последний португальский двор в Индии. С 1871 год монеты для Португальской Индии чеканились в Лиссабоне. В 1871 году были отчеканены медные монеты в 3 и 10 реалов, 1/4 танги-15 реалов, 1/2 танги-30 реалов, 1 танга-60 реалов. Монеты приобрели «европейский» вид.
На всех монетах следующего выпуска, 1881—1886 годов, был изображён король Португалии Луиш I. Были выпущены медные монеты в 1/8 и 1/4 танги, серебряные монеты в 1/8 танги, 1/4, 1/2, 1 рупию.
Выпуск бумажных денег колонии начат в 1883 году (банкноты датированы 1882 годом). Следующий выпуск произведён правительством колонии в 1896—1899 годах.

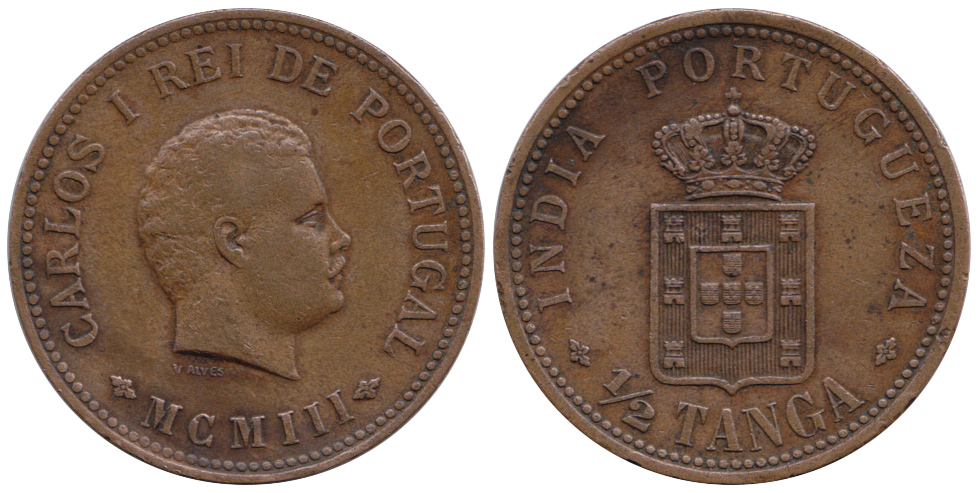
1/2 танга 1903 (MCMIII) года. Король Карлуш I, бронза.

Монеты короля Карлуша I чеканились в 1901—1904 годах: бронзовые 1/12, 1/8, 1/4 и 1/2 танга и серебряная рупия.
Отделение Национального заморского банка в Новом Гоа было открыто в 1868 году. 30 ноября 1901 года Национальный заморский банк получил право выпуска банкнот для Португальской Индии. Выпуск банкнот начат в 1906 году.
В 1912 году выпущены серебряные рупии Португальской Республики, затем в 1934—1952 годах чеканились монеты в 1, 2, 4 танги, 1/4, 1/2, 1 рупию.
В 1958 году вместо рупии был введён эскудо Португальской Индии, обмен производился в соотношении: 1 рупия = 6 эскудо.

## Банкноты
Выпускались банкноты:

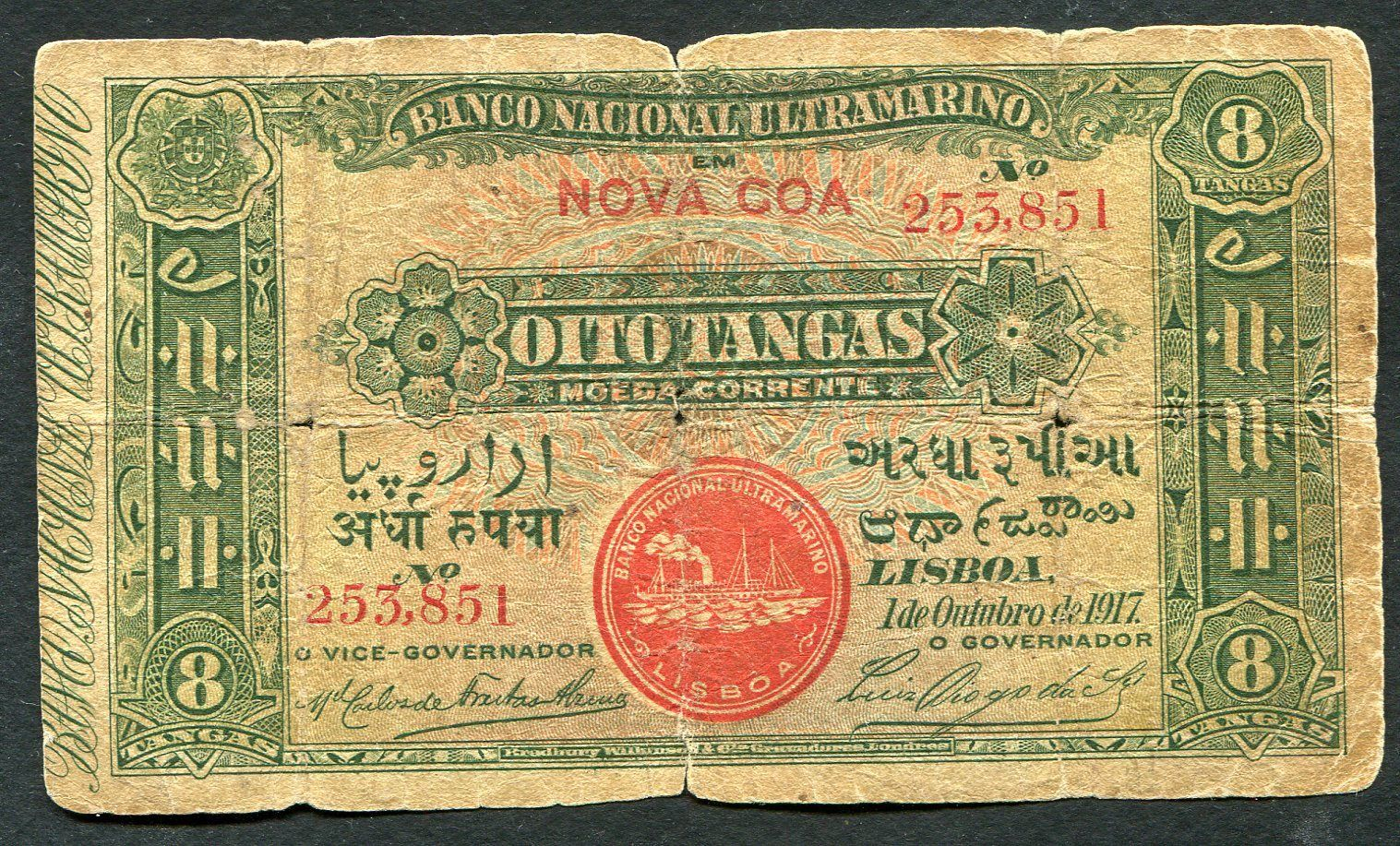
8 танга

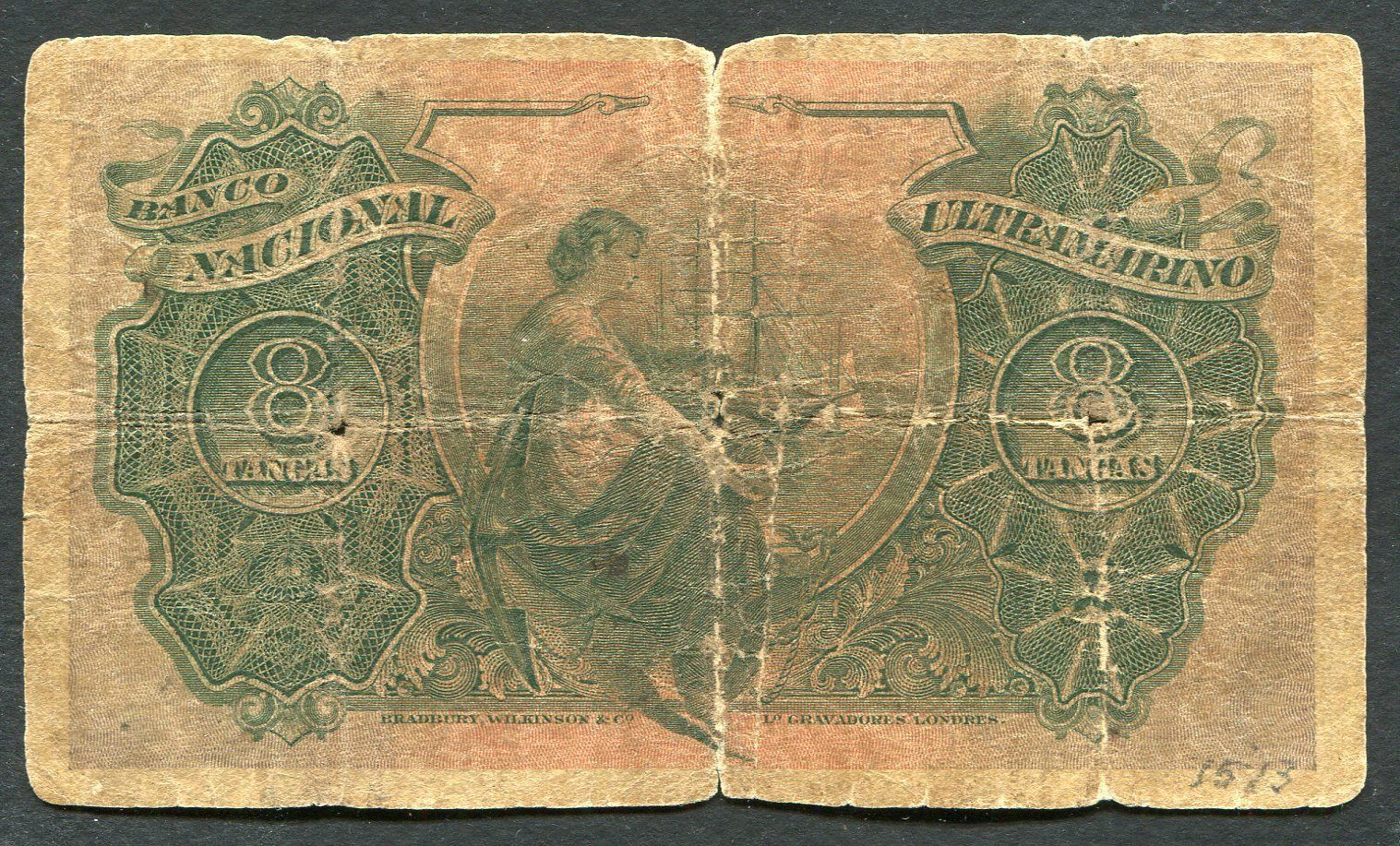
8 танга

- Junta de fazenda pública do estado da Índia (датированы соответственно 1, 2, 3 и 4 ноября 1882 года) : 5, 10, 20, 50 рупий;
- Governo geral do estado da Índia, с датами:
  - 1 декабря 1896: 5, 10, 20, 50 рупий;
  - 15 ноября 1899: 5, 10, 20, 50 рупий;
- Национального заморского банка, с датами:
  - 1 января 1906: 5, 10, 20, 50 рупий;
  - 1 октября 1917: 4, 8 танга, 1, 21⁄2 рупий;
  - 1 января 1924: 1, 21⁄2, 5, 10, 20, 50, 100, 500 рупий;
  - 11 января 1938: 5, 10, 20, 50, 100 рупий;
  - 29 ноября 1945: 5, 10, 20, 50, 100, 500 рупий[6].